# Uwe Hünemeier
Uwe Hünemeier, né le 9 janvier 1986 à Rietberg, est un footballeur allemand. Il évolue actuellement au SC Paderborn.

## Biographie
Uwe Hünemeier commence sa carrière au Borussia Dortmund. Il évolue principalement avec l'équipe réserve du Borussia, équipe dont il est le capitaine. 
En 2010, il signe un contrat avec le FC Energie Cottbus (D2), à 24 ans. Il évolua aux côtés de Markus Brzenska, Marc-André Kruska ainsi que Marco Stiepermann, tous d'anciens jeunes du Borussia Dortmund. Trois années plus tard, il rejoint le SC Paderborn, également pensionnaire de la seconde division.
Lors de la saison 2013/14, son club termine à la seconde place et découvrira la Bundesliga pour la première fois de son histoire. Hünemeier est actuellement le capitaine du club et évolue avec de nombreux anciens joueurs de Dortmund (Amedick, Vrančić, Bakalorz, Saglik, et Ducksch).
Le 12 août 2015, il rejoint Brighton. Trois ans plus tard, en fin de contrat, le défenseur allemand de 32 ans retourne à Paderborn où il signe pour la saison 2018-2019.

## Statistiques
| Saison  | Club                 | Pays      | Championnat  | Matchs | Buts |
| ------- | -------------------- | --------- | ------------ | ------ | ---- |
| 2005/06 | Borussia Dortmund    | Allemagne | Bundesliga   | 2      | 0    |
|         | Borussia Dortmund II | Allemagne | Regionalliga | 20     | 5    |
| 2006/07 | Borussia Dortmund    | Allemagne | Bundesliga   | 1      | 0    |
|         | Borussia Dortmund II | Allemagne | Regionalliga | 27     | 1    |
| 2007/08 | Borussia Dortmund II | Allemagne | Regionalliga | 36     | 3    |
| 2008/09 | Borussia Dortmund    | Allemagne | Bundesliga   | 1      | 0    |
|         | Borussia Dortmund II | Allemagne | Regionalliga | 23     | 4    |
| 2009/10 | Borussia Dortmund    | Allemagne | Bundesliga   | 1      | 0    |
|         | Borussia Dortmund II | Allemagne | Bundesliga 3 | 33     | 6    |
| 2010/11 | FC Energie Cottbus   | Allemagne | Bundesliga 2 | 30     | 9    |
| 2011/12 | FC Energie Cottbus   | Allemagne | Bundesliga 2 | 25     | 1    |
| 2012/13 | FC Energie Cottbus   | Allemagne | Bundesliga 2 | 23     | 0    |
| 2013/14 | SC Paderborn         | Allemagne | Bundesliga 2 | 33     | 2    |
| 2014/14 | SC Paderborn         | Allemagne | Bundesliga   | 4      | 1    |

## Palmarès
- Championnat d'Angleterre de D2 :
  - Vice-champion : 2017.